# MiniDisc
Мини-диск (MiniDisc или сокращённо MD) — цифровой магнитооптический носитель информации.

## История
Был разработан и впервые представлен компанией Sony 12 января 1992 года.
MD позиционировался как замена компакт-кассетам, к тому времени достигнувшим своего технологического предела, и — как конкурент уже получившим распространение (но неперезаписываемым) компакт-дискам. Его можно использовать для хранения любого вида цифровых данных. Наиболее широко мини-диски используются для хранения аудиоинформации (сжатие с потерями), с использованием кодировки MD ATRAC.
Стандарт MiniDisс стал попыткой сочетать достоинства как компакт-кассет, так и лазерных дисков: MiniDisc разрабатывался как компактный цифровой носитель информации, вмещающий до 80 минут записи с быстрым произвольным доступом к информации, позволяющий многократно записывать данные на защищённый внутри пластикового корпуса от внешних механических и электромагнитных воздействий носитель.
Несмотря на все свои преимущества, мини-диск широкого распространения в мире не получил, пользуясь ограниченным успехом (в основном в стационарных и автомобильных аудиосистемах), в основном из-за неоднозначной маркетинговой политики корпорации Sony. Формат пользовался большой популярностью в Японии и Европе. В современном обиходном японском языке сокращение «MD» стало общим обозначением любых цифровых плееров.
1 февраля 2013 года компания Sony официально заявила о прекращении поддержки стандарта MiniDisc.

## Системы с поддержкой MiniDisc
- MD-плеер
- Музыкальный центр с поддержкой MiniDisc
- Стационарный настольный MD-проигрыватель
- Автомобильный MD-ресивер